# 浜美枝のいい人みつけた
『浜美枝のいい人みつけた』（はまみえのいいひとみつけた）は、TBSラジオをキー局とするJRN系列のラジオ局で放送された10分間のトーク番組である。ダイワハウスの1社提供。放送期間は1983年10月10日 - 1996年4月5日。
パーソナリティの女優・浜美枝が毎週多彩なゲストを迎えて、仕事の話からプライベートの話まで様々なトークを繰り広げていく、という内容だった。浜はタイトルについて、オープニングでは節をつけて、エンディングでは普通に読んでいた。
キー局のTBSラジオでは1985年4月から『スーパーワイドぴいぷる』、1986年4月から『大沢悠里のゆうゆうワイド』に内包されていた。
終了後は、ダイワハウス提供枠をTBSラジオからニッポン放送に移行し、「ダイワハウス 我が家の記念日」（1996年4月 - 1997年9月、ニッポン放送では「加トちゃんのラジオでチャッ!チャッ!チャッ!」枠内）を放送。

## ネット局
31局ネットで放送していた。
- TBSラジオ（当時：東京放送のラジオ部門）
- HBCラジオ（1989年8月から）
- 青森放送
- 秋田放送
- IBC岩手放送（当初は岩手放送）
- 山形放送
- 東北放送
- ラジオ福島
- 新潟放送
- 信越放送
- 山梨放送
- 北日本放送
- 北陸放送
- 福井放送
- 静岡放送
- CBCラジオ（当時：中部日本放送のラジオ部門）
- ABCラジオ（当時：朝日放送のラジオ部門）
- 山陽放送（現在はRSK山陽放送）
- 山陰放送（1989年頃から）
- 中国放送
- 山口放送
- 四国放送
- 南海放送
- 高知放送
- RKBラジオ
- 大分放送
- 長崎放送
- 熊本放送
- 宮崎放送
- 南日本放送
- 琉球放送

| スタブアイコン | サブスタブ | この項目は、まだ閲覧者の調べものの参照としては役立たない、ラジオ番組に関連した書きかけの項目です。この項目を加筆・訂正などしてくださる協力者を求めています（P:ラジオ/PJ:放送番組）。 |